# Nuova Nardò Calcio 1998-1999
Questa voce raccoglie le informazioni riguardanti  la Nuova Nardò Calcio nelle competizioni ufficiali della stagione 1998-1999.

## Rosa
| N. |                   | Ruolo | Calciatore           |
| -- | ----------------- | ----- | -------------------- |
| -  | Italia (bandiera) | C     | Gregorio Antico      |
| -  | Italia (bandiera) | C     | Nicola Armonia       |
| -  | Italia (bandiera) | C     | Massimiliano Barni   |
| -  | Italia (bandiera) | C     | Antonio Bucciarelli  |
| -  | Italia (bandiera) | C     | Massimo Carnevale    |
| -  | Italia (bandiera) | C     | Francesco Conti      |
| -  | Italia (bandiera) | D     | Danilo Coppola       |
| -  | Italia (bandiera) | A     | Danilo D'Elia        |
| -  | Italia (bandiera) | A     | Tommaso De Carolis   |
| -  | Italia (bandiera) | D     | Maurizio De Pasquale |
| -  | Italia (bandiera) | D     | Mauro Della Bona     |
| -  | Italia (bandiera) | P     | Leonardo Della Torre |
| -  | Italia (bandiera) | A     | Aldo Di Corcia       |
| -  | Italia (bandiera) | D     | Luca Febo            |
| -  | Italia (bandiera) | D     | Antonio Landi        |

| N. |                   | Ruolo | Calciatore          |
| -- | ----------------- | ----- | ------------------- |
| -  | Italia (bandiera) | C     | Dario Levanto       |
| -  | Italia (bandiera) | C     | Antonio Maschio     |
| -  | Italia (bandiera) | C     | Salvatore Maurelli  |
| -  | Italia (bandiera) | C     | Orazio Mitri        |
| -  | Italia (bandiera) | C     | Walter Monaco       |
| -  | Italia (bandiera) | D     | Alessandro Nigro    |
| -  | Italia (bandiera) | A     | Fabio Pacetti       |
| -  | Italia (bandiera) | C     | Andrea Papalia      |
| -  | Italia (bandiera) | P     | Michele Radunanza   |
| -  | Italia (bandiera) | D     | Sergio Salice       |
| -  | Italia (bandiera) | D     | Vincenzo Tagliente  |
| -  | Italia (bandiera) | A     | Daniele Vantaggiato |
| -  | Italia (bandiera) | C     | Sergio Volturo      |
| -  | Italia (bandiera) | D     | Damiano Zizzariello |